# Haricot vert
Pour l’article ayant un titre homophone, voir Harry Cover.
Les haricots verts sont des gousses immatures du haricot commun (Phaseolus vulgaris), des fruits consommés comme légumes. Selon les variétés, leur couleur peut varier entre le jaune (haricots « beurre »), le vert et le violet.
Des variétés ont été sélectionnées spécialement dans l'objectif de ce type de récolte avant maturité, en recherchant certaines caractéristiques comme la tendreté, l'absence de fils...
Les haricots « mangetout » sont des variétés de haricots à gousse sans parchemin d'où leur nom. Ils peuvent se consommer à un stade de maturité avancée avec des graines bien formées, mais encore jeunes, sans que la cosse soit devenue ligneuse.
Les haricots verts sont commercialisés soit frais, soit surgelés, soit en conserve.

## La plante

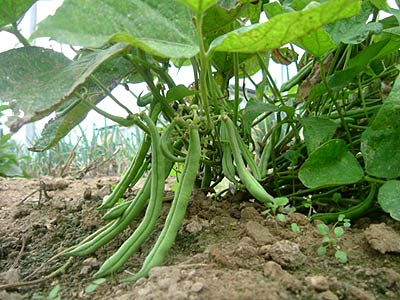
Pied de haricots nains.

Les haricots verts cultivés sont des variétés de Phaseolus vulgaris, le haricot commun.
D'autres espèces de légumineuses sont également consommées sous forme de « haricots verts ». C'est le cas du haricot d'Espagne (Phaseolus coccineus), notamment dans les pays anglo-saxons où il est connu sous le nom de runner bean. Cette espèce est d'ailleurs explicitement reprise dans les normes européennes, bien que ses gousses soient nettement plus grandes. C'est aussi le cas, principalement dans les pays asiatiques du haricot kilomètre, sous espèce de Vigna unguiculata, appartenant à un genre voisin, et qui se caractérise par des gousses particulièrement longues (elles peuvent atteindre jusqu'à 1,2 mètre de longueur).
La gousse du haricot, issue du carpelle unique de la fleur, est un fruit sec déhiscent, qui se sépare en deux valves. Elle est charnue avant sa maturité complète, mais elle développe, plus ou moins vite selon les variétés, des structures fibreuses permettant la déhiscence de la gousse mûre et desséchée. Ces structures constituent le « fil » et le « parchemin ». Le fil est formé de fibres longitudinales suivant les sutures dorsales et ventrale. Le parchemin est formé de lames scléreuses obliques à la face interne des valves.

## Culture
Les haricots verts sont cultivés en zone tempérée comme en zone tropicale. La température optimum pour sa culture est entre 20 et 25 °C, le zéro végétatif est à 10 °C et les fortes chaleurs sont néfastes à la fécondation des fleurs.

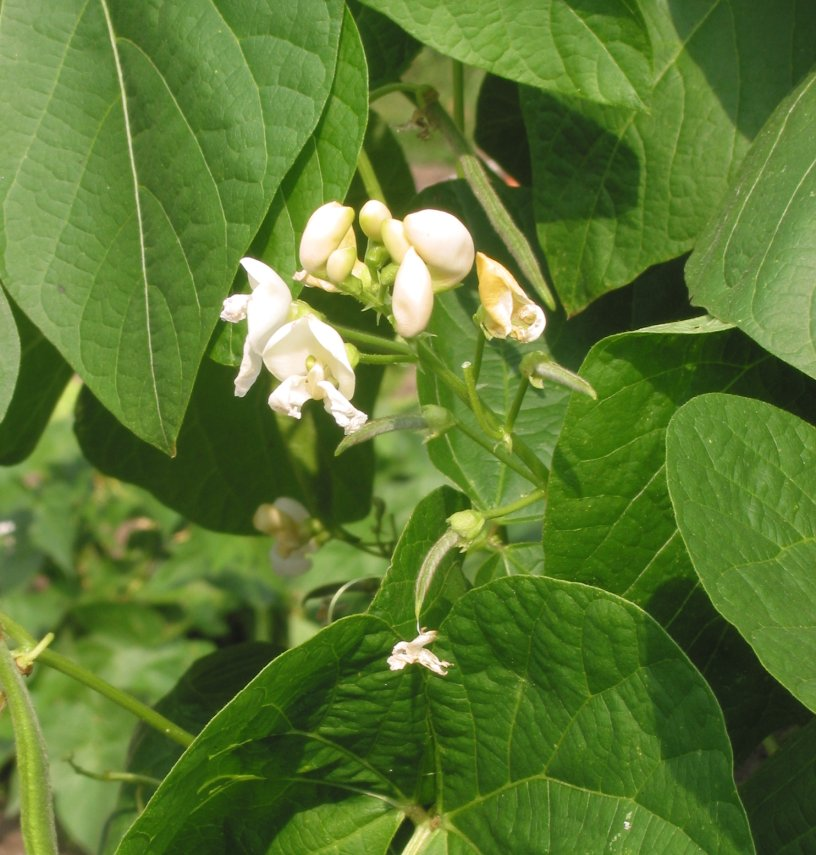
Haricots verts en fleurs.

Les haricots verts sont cultivés soit dans des potagers familiaux, soit en culture maraîchère spécialisée, soit en culture de plein champ, en particulier pour alimenter les conserveries et les usines de surgélation.

### Conduite de la culture
Les semis de haricots verts vont s'échelonner toutes les trois semaines pour assurer une production continue. En France, les premiers semis sous abri (châssis ou tunnel) peuvent se faire par une journée ensoleillée dès fin mars, sachant que les protections seront conservées, au moins la nuit jusques fin mai. Il est aussi possible de semer en pots de tourbe qui ne seront mis en place que fin mai. La récolte pourra commencer début juillet. Les semis de plein air commencent à la mi-mai car le haricot est très sensible au froid et il faut attendre que la température moyenne atteigne 15 °C, soit vers la mi-mai (dans l'hémisphère nord), classiquement après les « saints de glace » en France moyenne, pour le semer sans protection. Les haricots nains entrent assez vite en production (environ 60 jours), les haricots à rames mettent plus de temps mais produisent plus longtemps. Les derniers semis se font à la mi-août, mais devront être protégés dès la fin septembre.
| Élément (rendement 12 t/ha) | Besoins totaux kg/ha | Exportations réelles kg/ha |
| --------------------------- | -------------------- | -------------------------- |
| N (azote)                   | 160                  | 35                         |
| P2O5 (phosphore)            | 40                   | 10                         |
| K2O (potassium)             | 160                  | 35                         |
| CaO (calcium)               | 155                  | 13                         |

Les haricots verts apprécient un apport de potasse et de phosphore, qui doit être fait sous une forme rapidement assimilable (superphosphate, sulfate de potasse), étant donné la brièveté du cycle de culture. Comme toutes les légumineuses, ils assimilent l'azote de l'air. Cependant un apport de 60 à 80 unités d'azote à l'hectare, immédiatement avant ou après le semis, est généralement recommandé et permet une amélioration du rendement. En effet d'une part, les haricots ont une capacité de fixation de l'azote relativement plus faible que d'autres légumineuses et le développement des nodules est progressif et n'autorise une fixation efficace qu'à partir de la floraison, trop tardive dans le cas des haricots verts, surtout filets, cueillis très tôt après la floraison. Les apports d'engrais chlorés sont déconseillés au printemps, le chlore étant nocif pour les haricots. La fumure organique à l'aide de fumier frais, mal décomposé, risque de créer des problèmes sanitaires (fonte des semis). Il est préférable de l'apporter sur le précédent cultural.

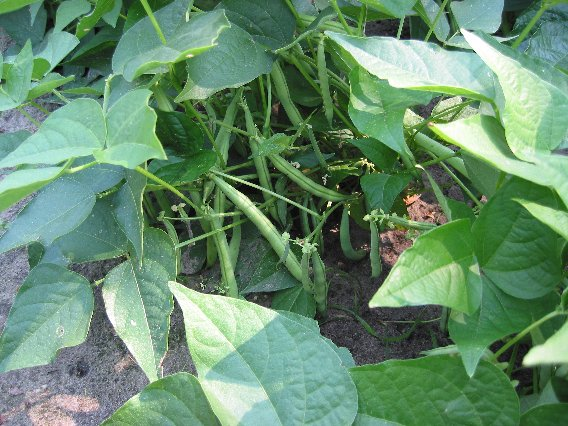
Haricots verts.

En culture potagère, les semis, en poquets ou en sillons, se font, sauf pour les semis précoces sous abri, avec des grains préalablement trempés. Il faut, comme pour toutes les cultures de haricots, biner une première fois puis une seconde 15 jours plus tard en butant les pieds jusqu'au niveau des premières feuilles et en créant une rigole pour l'arrosage. Il peut être utile de pailler.
La grande culture, mécanisée, ne cultive que les espèces naines, car il est nécessaire de ramer les variétés grimpantes.
Certaines variétés se contentent de tuteurs d'un mètre de haut, mais pour la plupart il faut prévoir deux mètres, un treillage ou des tiges de noisetier ou des roseaux par exemple, disposés en « tente canadienne » ou en cercle.
L'arrosage est nécessaire pour assurer la continuité de la production de haricots verts, arrosage par écoulement direct sur le sol sans toucher les feuilles et les fleurs pour éviter le développement des maladies. Les haricots à filets sont plus précoces mais plus gourmands en eau que les mangetout. Certains sont  très sensibles au manque d'eau, d'autres comme merveille du marché résistent mieux à la sécheresse.
La récolte des haricots à filets doit être effectuée tous les 2 ou 3 jours, celle des mangetout qui ne forment pas de fil à maturité pourra être moins fréquente. Certaines variétés ont été sélectionnées pour leur production groupée adaptée à la conserve et à la congélation et la récolte ne nécessite que peu de passages. Pour la production familiale de haricots verts frais, des variétés à production échelonnée sont mieux adaptées. Une récolte régulière stimule la floraison et la récolte peut alors durer jusqu'à quatre semaines.
Le rendement varie selon le type de culture et les variétés. Le rendement moyen se situe en général entre 7 et 11 tonnes à l'hectare en culture de plein champ avec des variétés naines. Il peut atteindre et dépasser les 20 tonnes à l'hectare en culture sous serre de variétés à rames. En France il est de 5 à 8 tonnes à l'hectare pour les filets, 6 à 9 tonnes à l'hectare pour les filets sans fil et 9 à 10 tonnes à l'hectare pour les mangetout.

### Maladies

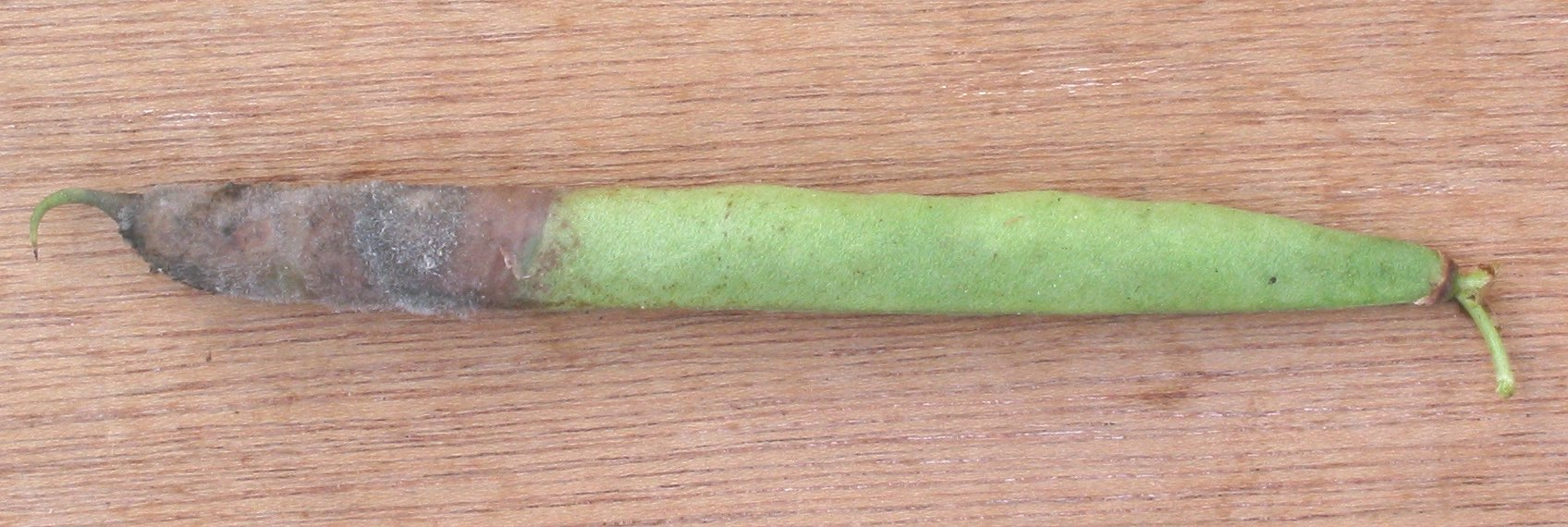
Pourriture grise (Botrytis cinerea).

Outre les maladies susceptibles d'affecter la plante en cours de culture (voir haricot commun), les haricots verts sont sujets après la récolte à de nombreuses maladies cryptogamiques ou bactériennes qui peuvent endommager très rapidement les gousses et les rendre inconsommables. Il s'agit notamment parmi les champignons des genres Alternaria, Aschochyta et Pythium, mais aussi Sclerotinia et Botrytis, et parmi les bactéries des genres Pseudomonas et Xanthomonas. Pour contrôler le risque de pourrissement des gousses, il est nécessaire de les maintenir à une température comprise entre +5 et +8 °C et de contrôler l'humidité de l'air. Les haricots verts frais ne peuvent pas se conserver plus de huit jours. Les traitements fongicides sont interdits après récolte.
De nouvelles variétés ont été créées qui sont plus résistantes aux maladies, aux bactéries et aux virus tels que Pseudomonas, Colletotrichum, Fusarium, Xanthomonas , BCMNV, BYMV.

## Variétés

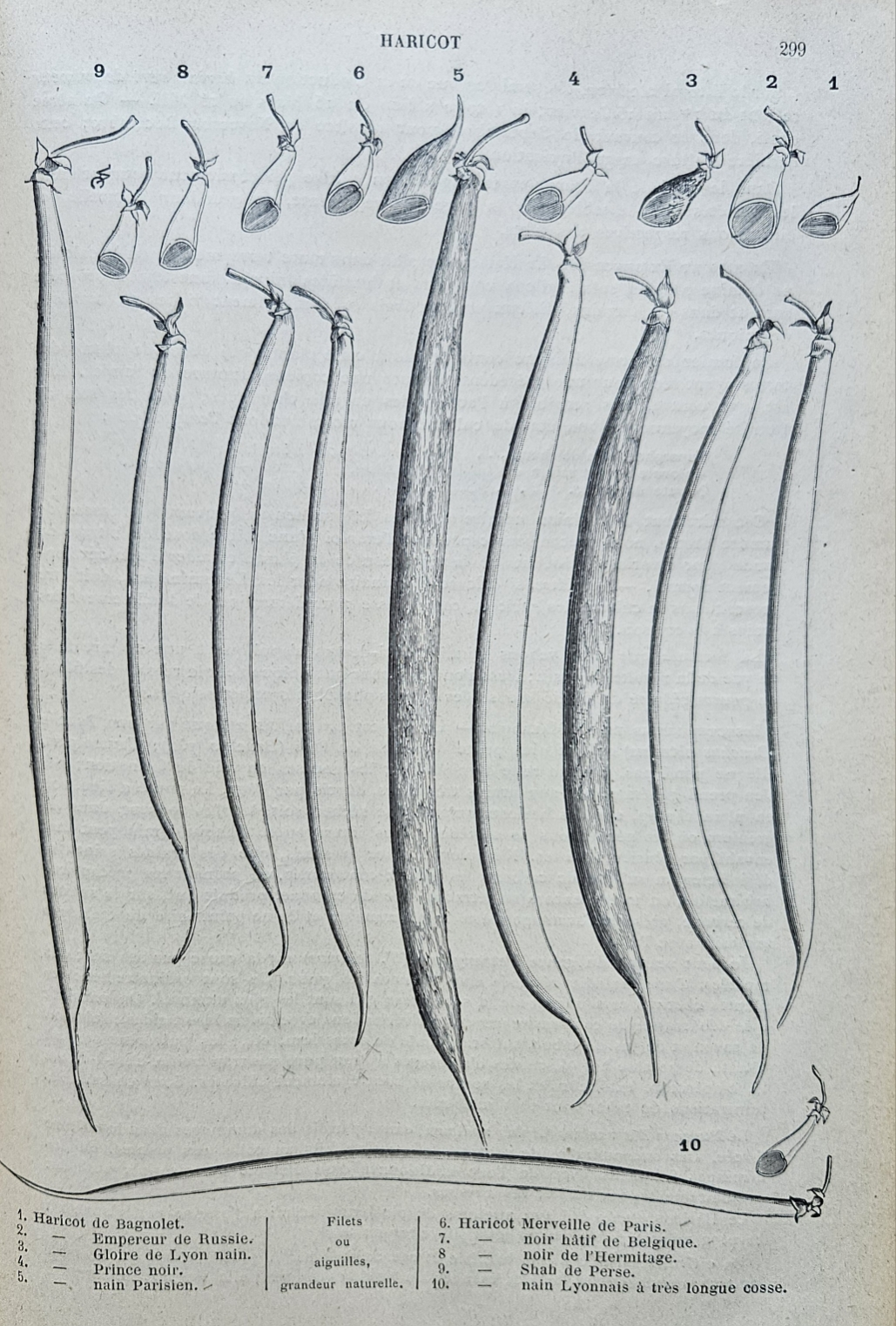
Illustrations de différentes variétés de haricots verts figurant dans Les plantes potagères Vilmorin - Andrieux 1925

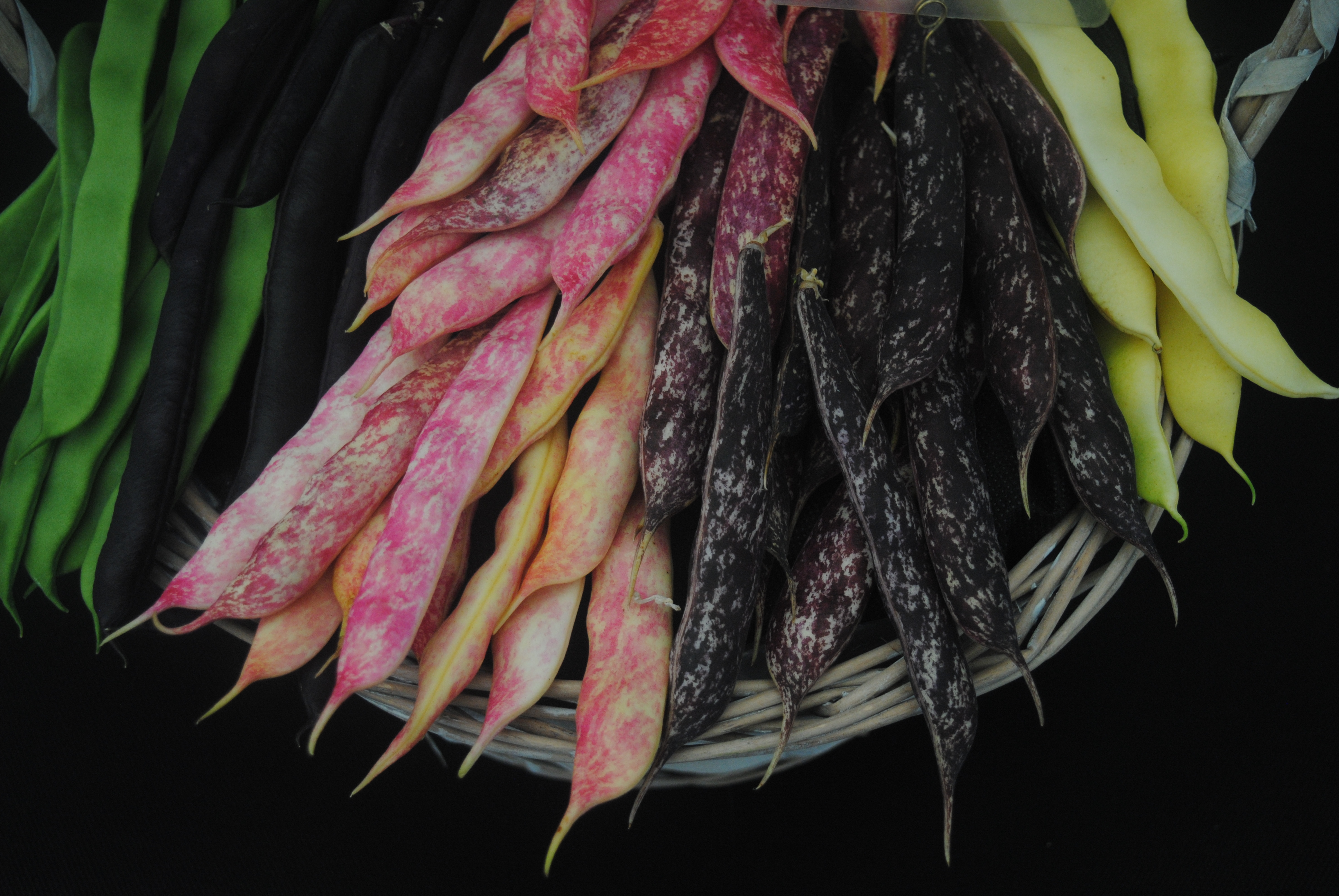
'The Hunter', 'Cosse Violette', 'Rob Roy', 'Rob Splashed', 'Kingston Gold'.

On distingue deux groupes principaux de variétés de haricots vert : les haricots filets et les haricots mangetout.
Les haricots filets sont des haricots à fil et à parchemin qui se récoltent à un stade précoce qui permet d'obtenir des haricots « extra-fins ». Passé ce stade, les fils apparaissent et ne permettent plus la consommation en haricots verts. Ces haricots verts classiques sont les plus hâtifs. Les gousses, de section cylindrique, longues, droites, sont généralement vert foncé, parfois jaune clair (haricots beurre) ou panachées de violet ou de pourpre.
Les haricots mangetout sont des variétés sans parchemin qui peuvent être consommées en gousse au stade de la graine presque développée. Les gousses, de section ovale, plus courtes, sont de couleur verte ou jaune (haricots beurre).
Des variétés plus récentes sont issues de croisements entre les deux groupes et sont appelées haricots filet-mangetout ou « filets sans fil » ou « faux filets ». Les gousses rappellent celles des haricots filets en vert plus clair. L'apparition du fil est plus tardive que chez ces derniers.
Ces différentes variétés se classent en outre en variétés naines et variétés à rames (grimpantes).
Certaines variétés, comme le haricot 'Phénomène', sont polyvalentes et peuvent se récolter en gousses, en grains frais à écosser ou en grains secs, ce qui donne une grande latitude quant à la date de la récolte.

### Variétés naines à filet

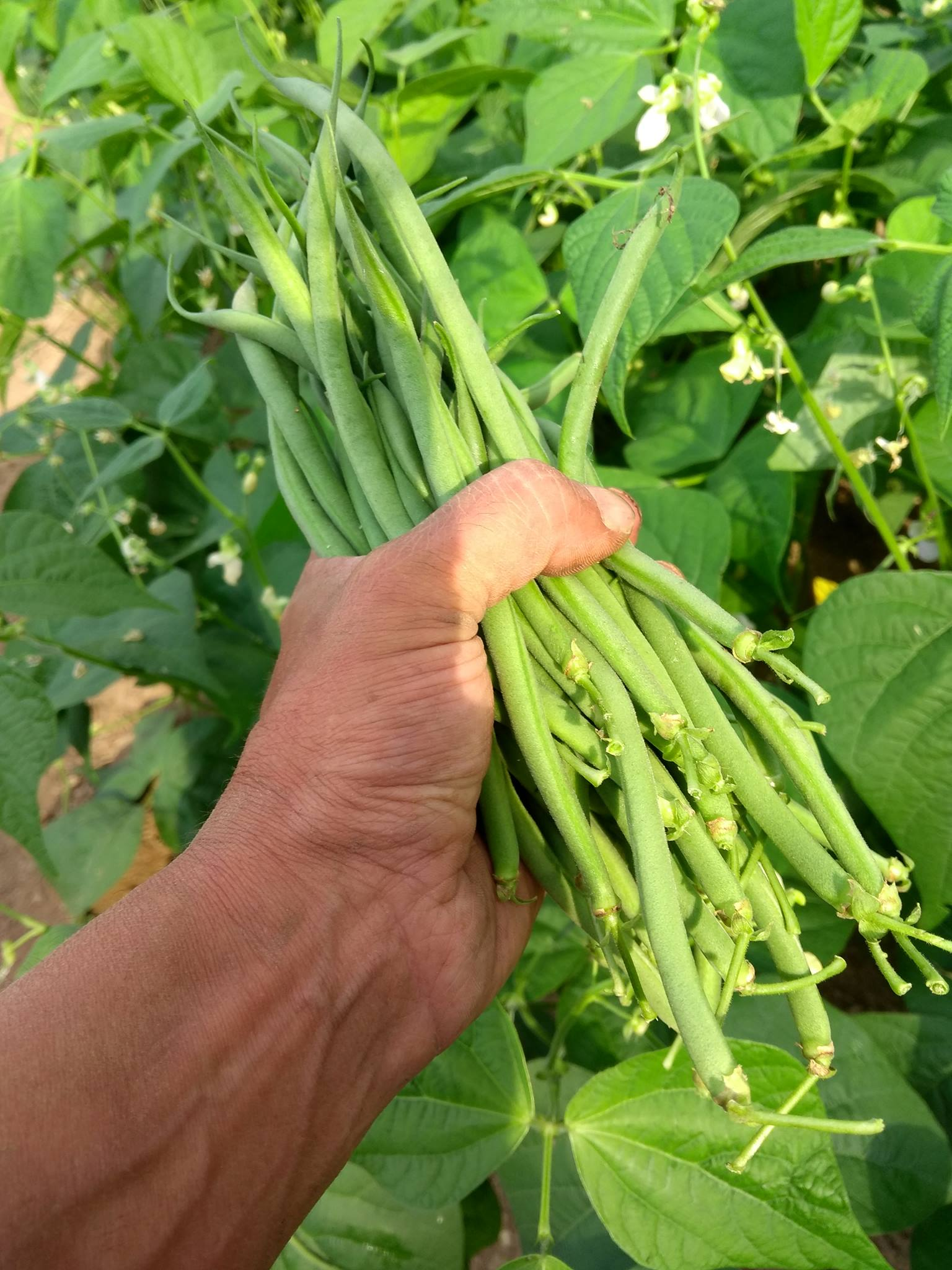
Fin de Bagnols. En arrière-plan, les plants sont visibles, ainsi que leurs fleurs blanches.

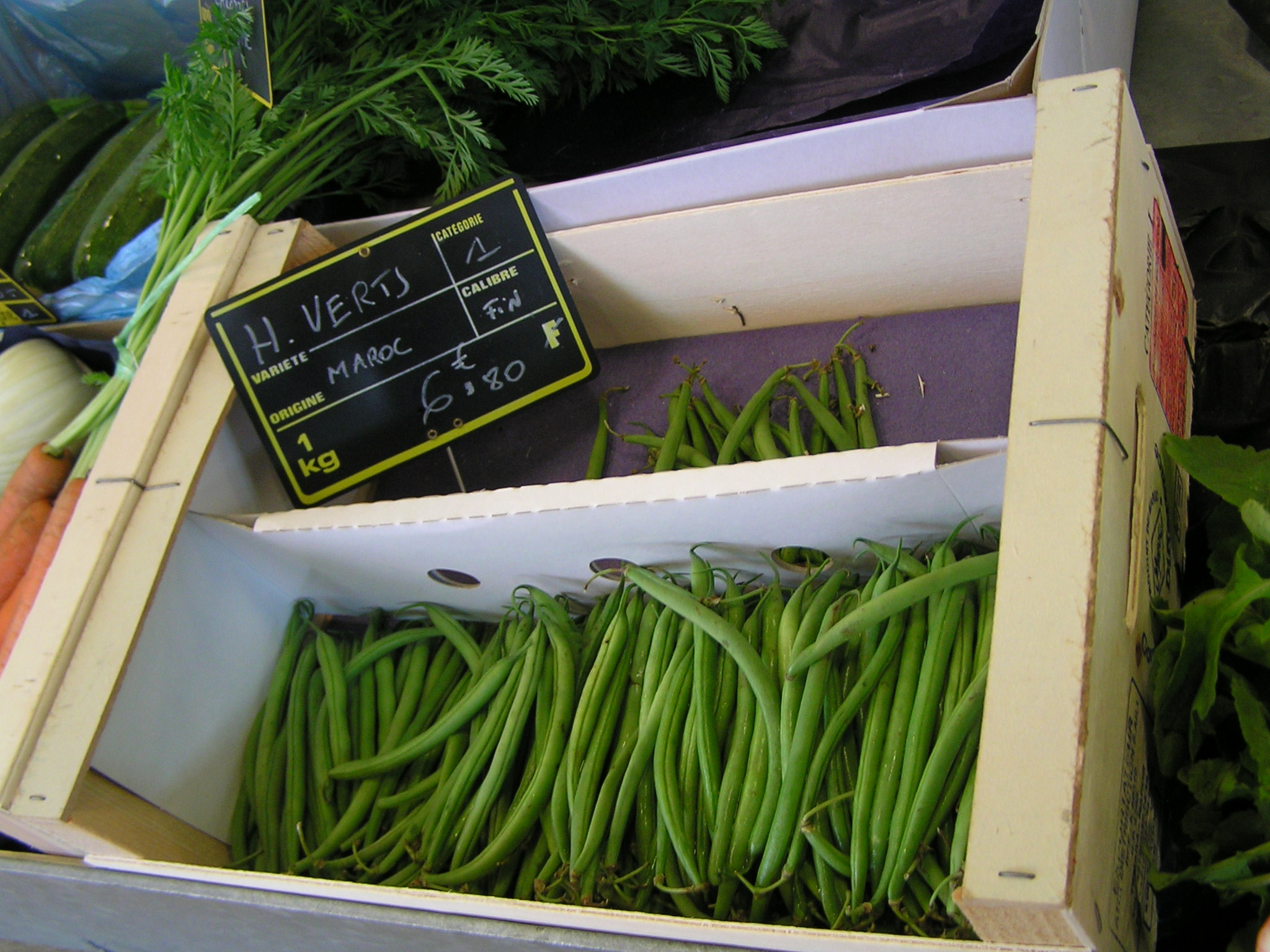
Sur le marché en mars-avril.

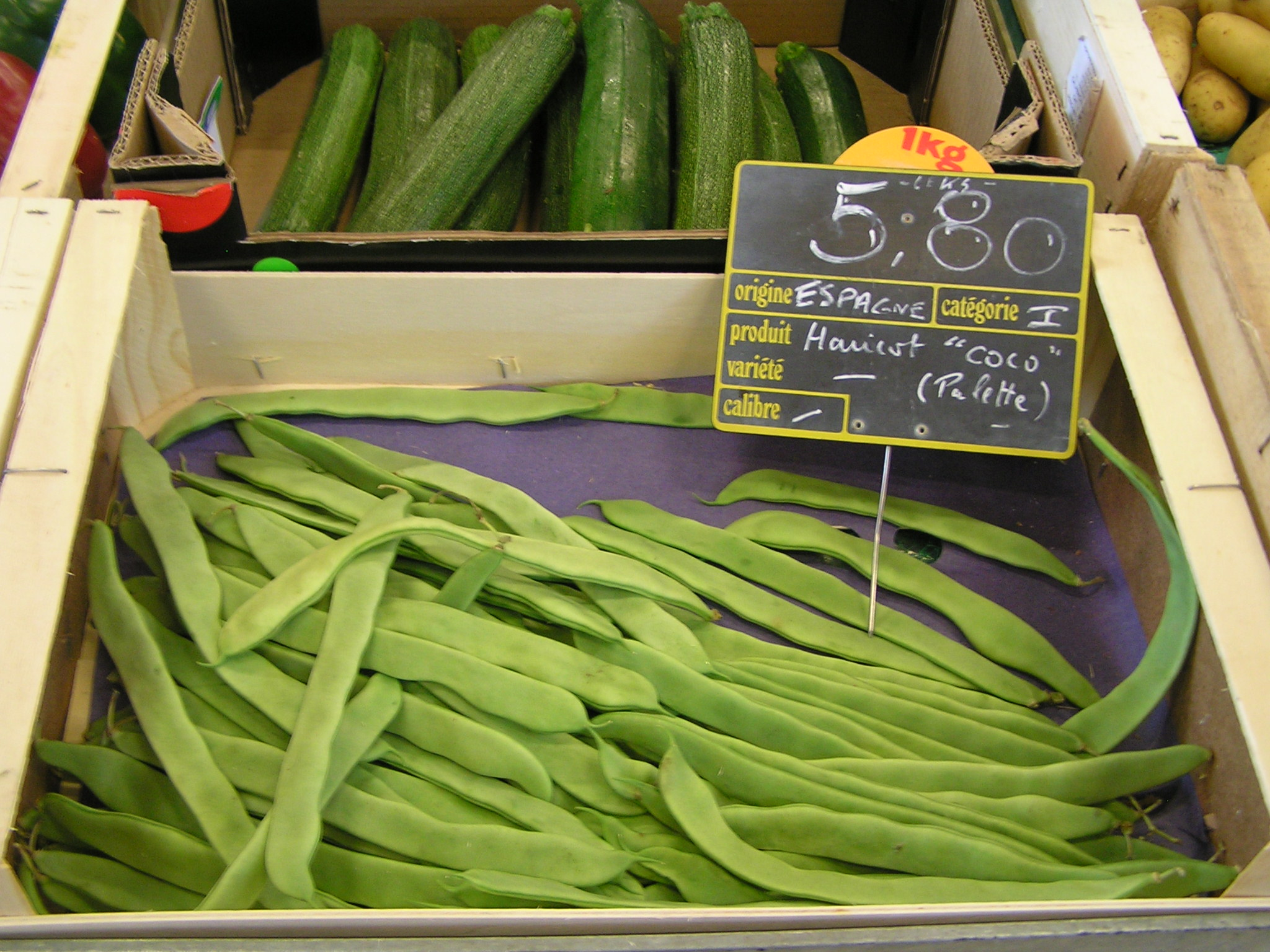
Haricots « coco ».

#### à gousses vertes
- Triomphe de Farcy, variété précoce aux longues gousses vertes marbrées de brun, un des meilleurs.
- Rudy aux très longues gousses vertes sans fils.
- Fin de Bagnols aux abondantes longues gousses vertes droites[8].
- Adria, Ocelo, Menil, Nirda, Salomé, qui résistent à l'anthracnose.

#### Beurre à gousses jaunes
- Beurre de Rocquencourt aux gousses jaunes à consommer frais.
- Haricot beurre nain Aiguille à grain noir et blanc.
- Haricot beurre nain d'Ollainville.
- Haricot beurre nain Rapide à grain marbré[13].

### Variétés mangetout nain

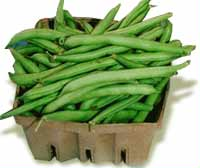
Haricots verts.

#### à gousses vertes
- Allegria : utilisable en frais, conserve et congélation.
- Contender : gousses charnues, pour l'usage en frais ou en conserves (ne convient pas pour la congélation).
- Delinel : aux très grosses gousses droites qui conviennent pour la congélation.
- Enfant de Montcalm : à grain panaché[13].
- Obélisque : variété aux gousses vertes recommandée pour la congélation.
- Phénix : à grain rouge.
- Plein le panier : à grain chamois.
- Prélude : variété précoce aux gousses vert clair qui convient pour la congélation.
- Processor : aux gousses charnues et droites qui elle aussi convient pour la congélation.

#### à gousses violettes
- Purple Teepee aux gousses violettes qui deviennent vertes à la cuisson[8].

#### beurre à gousses jaunes
- Beurre goldimmens à production abondante qui convient pour la congélation.
- Merveille du marché.
- Haricot beurre doré nain.
- Haricot beurre nain du Mont-d'Or.
- Haricot beurre blanc nain Vatel.
- Haricot beurre nain Crayon[13].

### Variétés mangetout à rames

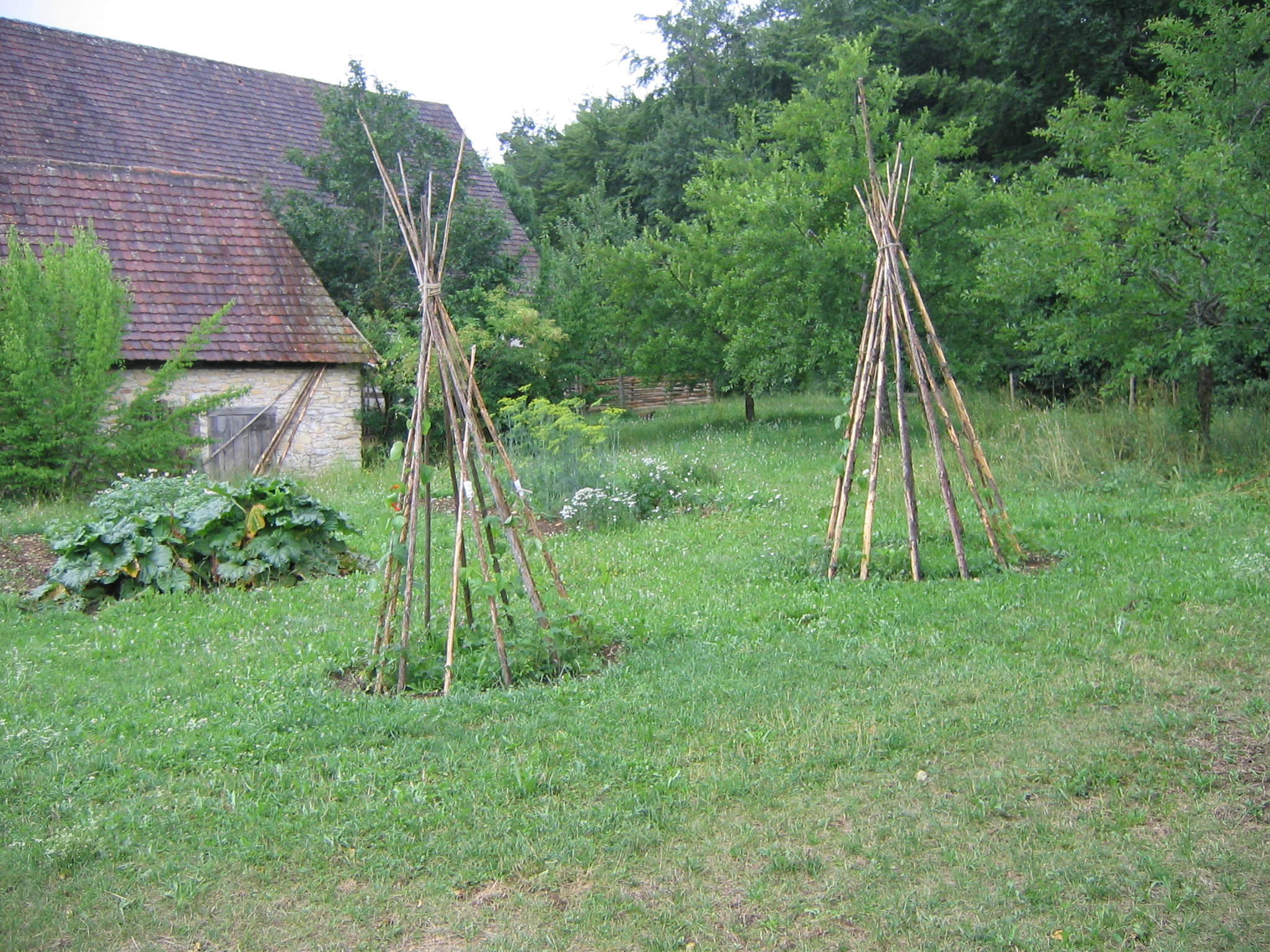
Haricots verts à rames.

#### à gousses vertes
- Phénomène à rames aux très longues gousses, jusqu'à 25 cm.
- Saint-Fiacre à rames à grains bruns[8].
- Blanc de juillet à grains blancs.
- Haricot Princesse à rames.
- Haricot de Prague à grain marbré.

#### à gousses violettes
- à rames à cosses violettes de couleur violet foncé[8].

#### Beurre à gousses jaunes
- Beurre merveille de Venise ou Or du Rhin aux gousses plates jaune doré.
- Haricot d'Alger à grains noirs.
- Haricot du Mont-d'Or à rames[13].

## Production
En 2006, la production mondiale de haricots verts est estimée à 6,42 millions de tonnes (source : FAO). La surface totale consacrée à cette production représentait un peu moins d'un million d'hectares pour un rendement moyen de 6,45 tonnes par hectare. Les douze premiers pays représentent presque 80 % du total mondial. La Chine produit à elle seule près de 40 % du total mondial, mais une grande partie de cette production pourrait consister en dolique asperge (genre Vigna), dont les gousses très longues ne sont pas admises comme haricots verts dans l'Union européenne. Le rendement est très variable, les rendements les plus élevées étant obtenus sur des variétés à rames cultivées sous serre. Il varie de 1 à plus de 20 tonnes (21,4 t au Maroc). 
| Pays        | Production (milliers de tonnes) |
| ----------- | ------------------------------- |
| États-Unis  | 751,017                         |
| Mexique     | 131,62                          |
| Maroc       | 119,927                         |
| Philippines | 112,311                         |
| Turquie     | 89,86                           |
| Argentine   | 49,586                          |
| Japon       | 35,152                          |
| Malawi      | 33,877                          |
| Pérou       | 27,193                          |
| Taïwan      | 9,99                            |

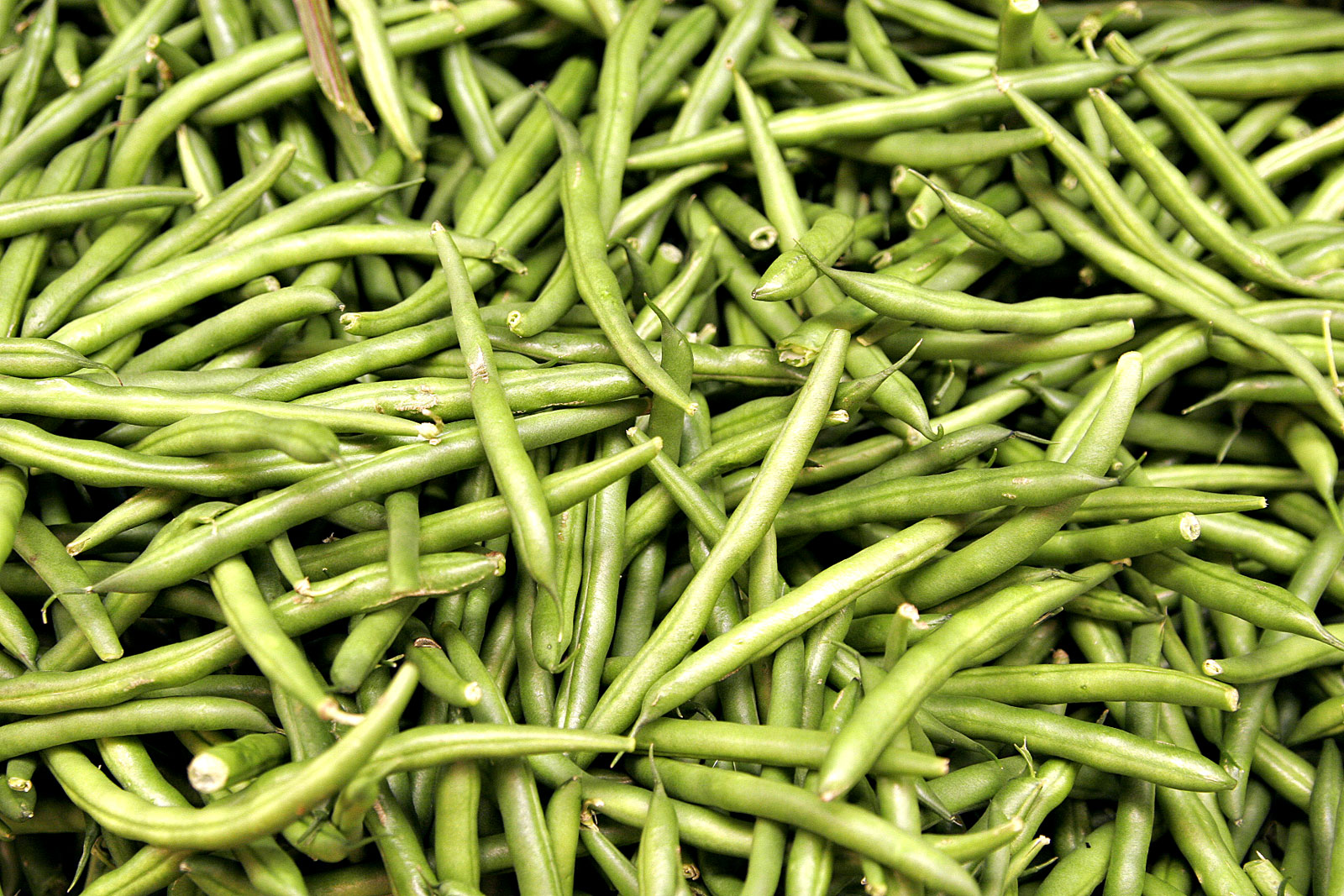
Haricots verts.

La France produit 50 % de la production de haricots verts de l'union européenne (85 000 tonnes pour le marché frais et l'autoconsommation, 310 000 tonnes pour l'industrie), et elle importe 35 000 tonnes  surtout d'Espagne, du Maroc, du Kenya, du Burkina Faso.
Les importations de haricots verts frais dans les pays de l'Union européenne (chiffres UE 15 - 2003) ont porté sur 277 000 tonnes dont 151 000 d'origine intracommunautaire et 126 000 d'origine extracommunautaire (en quasi-totalité d'Afrique). Les principaux exportateurs européens sont dans l'ordre la France (39,1 %), les Pays-Bas (31,7 %) et l'Espagne (18,7 %). Les principaux exportateurs extracommunautaires sont le Maroc (39,1 %), le Kenya (39,1 %) et l'Égypte (39,1 %), suivis par le Sénégal, l'Éthiopie, la Zambie et le Burkina Faso.
Les importations de haricots verts frais se font surtout à contre-saison, selon un calendrier variable selon les provenances : Burkina Faso de décembre à mars, Sénégal de janvier à avril, Maroc de mars à juin, Égypte de novembre à juin, Kenya, toute l'année (données 1993, le Kenya était à l'époque le principal fournisseur)
Les importations de haricots verts en conserve dans les pays de l'Union européenne (chiffres UE 25 - 2004) ont porté sur 194 000 tonnes dont 125 000 d'origine intracommunautaire et 139 000 d'origine extracommunautaire. Les principaux exportateurs européens sont dans l'ordre la France (28,9 %), les Pays-Bas (23,1 %), la Belgique-Luxembourg (19,1 %), l'Italie (11,6 %)   et l'Allemagne (10,2 %). Les principaux exportateurs extracommunautaires sont le Kenya (43,2 %) et la Chine (33,9 %), suivis par le Cameroun, le Zimbabwe et Madagascar.

## Consommation
Les haricots verts sont un aliment peu énergétique, recherchés pour leur faible valeur alimentaire notamment dans les pays occidentaux par les personnes souhaitant un régime allégé.
Ils se consomment crus ou cuits. La cuisson, à l'eau ou à la vapeur, étant très rapide comparée à celle des haricots secs. Ils peuvent se manger chauds, en accompagnement de plats de viande ou froids en salades.
Les haricots verts sont un légume très consommé en Europe, particulièrement en France, et disponible toute l'année grâce aux procédés de conservation, principalement l'appertisation et la surgélation qui en ont fait un produit de grande consommation, relativement bon marché. Cependant, les haricots verts frais, vendus sur les marchés ou dans les rayons fruits et légumes des supermarchés, sont un légume assez cher dont la consommation tend à se marginaliser.

### Conserves

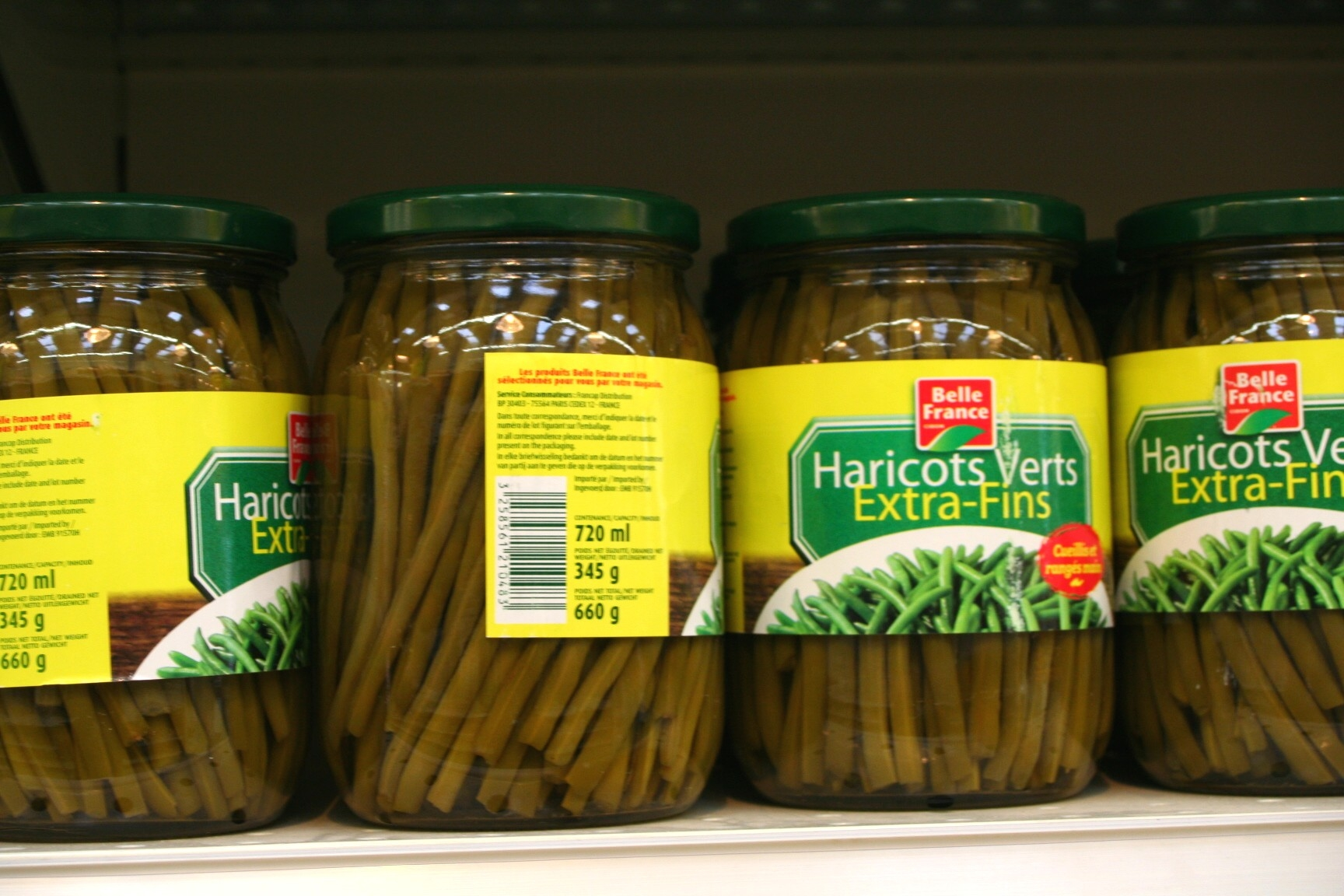
Conserves de haricots verts en bocaux de verre.

Le développement des conserves par la méthode de Nicolas Appert au milieu du XIXe siècle va permettre la consommation du haricot vert en dehors de sa courte période de production. Ces conserves se font soit en bocaux de verre soit en boîtes métalliques. 

#### Conserves domestiques
Les haricots verts fraichement cueillis sont lavés, équeutés, blanchis à l'eau bouillante salée et bicarbonatée durant 6 à 8 minutes, puis placés très tassés en bocaux et ensuite recouverts d'eau préalablement bouillie salée à 20 g par litre. Les bocaux sont fermés puis stérilisés.

#### Conserves industrielles
Ce sont principalement des conserves en boîtes métalliques de haricots verts fins, très fins ou extra-fins.
La chaîne de traitement comprend différentes étapes mécanisées : un premier nettoyage à sec  pour éliminer différentes impuretés, terre, gravier, insectes, etc., suivi d'un égrappage pour bien séparer les gousses  et d'un lavage, les gousses sont ensuite calibrées dans des tambours constitués de lattes longitudinales, puis éboutées (section des extrémités) ; ces étapes préliminaires sont suivies du blanchiment pendant 5 à 8 minutes dans une eau à 85-95 °C et de la mise en boîte dans une saumure à 1 ou 2 % de sel (haricots verts dits « au naturel »). Les boîtes sont ensuite stérilisées en autoclave pendant 15 minutes à 121 °C. Cette température élevée est nécessaire pour éliminer certains germes, notamment Clostridium botulinum, bactérie responsable du botulisme.

### Congélation et surgélation
| Calibre   | Diamètre de la gousse |
| --------- | --------------------- |
| Extra-fin | jusqu'à 6,5 mm        |
| Très fin  | jusqu'à 8 mm          |
| Fin       | jusqu'à 9,5 mm        |
| Mi-fin    | jusqu'à 11 mm         |
| Moyen     | plus de 11 mm         |

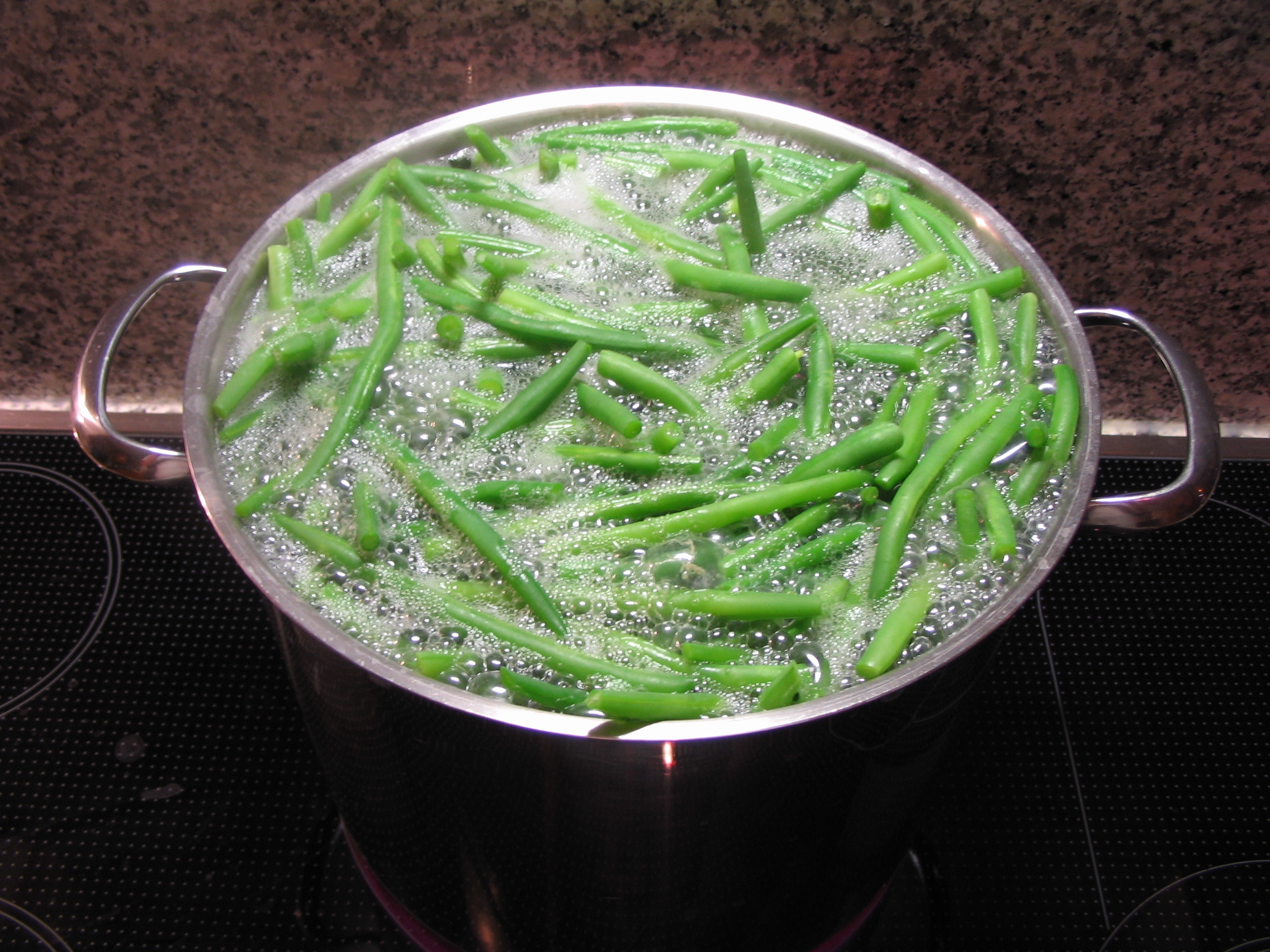
Blanchiment de haricots verts.

L'arrivée des congélateurs dans les foyers à partir des années 1970 va permettre  la congélation de la production familiale et le développement de la vente de haricots verts surgelés. Les haricots verts sont proposés en sacs, seuls ou dans des mélanges de légumes souvent nommées poêlées à utiliser directement.
Le choix proposé est diversifié avec les haricots verts extra fins, les haricots verts très fins, les haricots verts plats coupés, les haricots verts bio, les haricots beurre, les mélanges haricots verts et haricots beurre, la purée de haricots verts, le fagot de haricots verts liés de lard fumé.

### Cuisine
Les haricots verts frais sont cuits à l'eau bouillante très peu salée, les haricots verts en conserve sont égouttés et rincés à l'eau froide, les haricots verts surgelés peuvent être décongelés ou passés directement à l'eau bouillante comme les haricots verts frais. 
- haricots verts à l'anglaise : juste égouttés, salés, avec un morceau de beurre frais.
- haricots verts sautés : une fois égouttés, ils sont revenus avec du beurre dans une sauteuse et servis parsemés de persil haché.
- haricots verts à la provençale : une fois égouttés, ils sont sautés à la poêle à l'huile d'olive dans laquelle on aura fait revenir oignon haché, tomate, persil et une pointe d'ail[21].
- haricots verts à la crème : les faire revenir dans une casserole avec de la crème.
- haricots verts à la niçoise : les faire revenir dans un coulis de tomates.
- haricots verts au lard : les haricots verts sont ajoutés sur le lard coupé en dés revenus au beurre et le tout mijote une heure.
- haricots verts vinaigrette[22].
- Salade liégeoise:  il s'agit d'une salade composée à base de haricots verts, de pommes de terre, de lardons, et d'une touche de vinaigre, qui se déguste chaude.

Les haricots verts mangetout peuvent, une fois lavés, être cuits à l'étuvée dans une cocotte avec un oignon et un cœur de laitue coupés en lamelles, un peu d'eau, du beurre en morceaux, du sel et du poivre.